# دیتر کوتیش
دیتر کوتیش (انگلیسی: Dieter Kottysch؛ ۳۰ ژوئن ۱۹۴۳ – ۹ آوریل ۲۰۱۷) بوکسور اهل آلمان بود.
وی در مسابقات کشوری و بین‌المللی در مجموع برندهٔ ۱ مدال طلا شده‌است.